# Beachwood Sparks
Beachwood Sparks je americká hudební skupina.
Vznikla v roce 1997 v Los Angeles a u jejího zrodu stáli baskytarista Brent Rademaker a kytarista Christopher Gunst. Zanedlouho se ke skupině přidali ještě kytarista Dave Scher a bubeník Jimi Hey a v červenci 1997 soubor odehrál svůj první koncert. Hey kapelu po několika vystoupeních opustil a nahradil jej Tom Sanford. Rovněž do kapely přišli další dva členové – kytarista Josh Schwartz a perkusionista Pete Kinne. Rademaker, Gunst, Schwartz a Kinne spolu již dříve hráli ve skupině Further. Svůj první singl, na němž byly písně „Desert Skies“ a „Make It Together“, šestičlenná kapela vydala v říjnu 1998. V té době rovněž kapela nahrála svou první desku Desert Skies, která však zůstala až do roku 2013 nevydaná.
Kapela později prošla dalšími personálními změnami a roku 2000 vydala své první album Beachwood Sparks. O rok a půl později, v říjnu 2001, vyšla druhá deska Once We Were Trees a následujícího roku kapela ukončila svou činnost. V roce 2008 byla obnovena a vystoupila na oslavě dvacátého výročí vydavatelství Sub Pop. Později odehrála další koncerty a roku 2012 vydala po jedenácti letech nové album The Tarnished Gold. O rok později vyšlo archivní album Desert Skies. V roce 2017 zemřel Josh Schwartz ve věku 45 let.